# Bigăr
Bigăr (cz. Bígr) – wieś w Rumunii, w okręgu Caraș-Severin, w gminie Berzasca. W 2011 roku liczyła 216 mieszkańców. 